# Ababdák

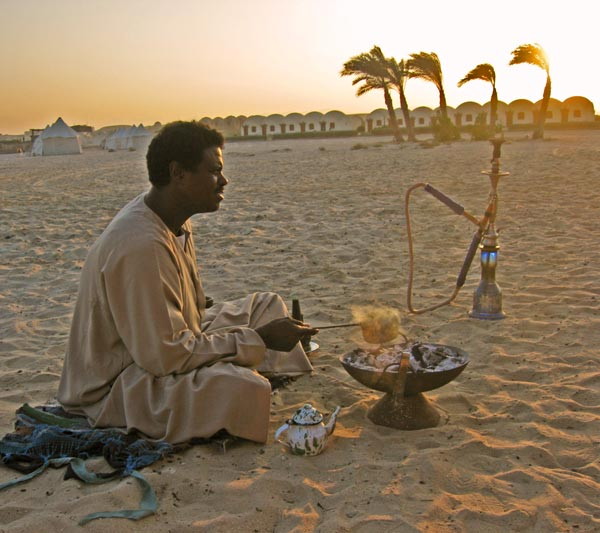
Az ababdák egy tagja

Az ababdák a Bedzsa néphez tartozó, Felső-Egyiptomban és Núbiában, ma a Nílus és a Vörös-tenger között élő őslakos nomád nép. A 20. század elején 60–75 000 volt a számuk. Jelenleg már elsősorban arabul beszélnek, bár számos bedzsa kifejezést is használnak.